# Bifilida rara
Bifilida rara is een soort in de taxonomische indeling van de Myzozoa, een stam van microscopische parasitaire dieren. Het organisme komt uit het geslacht Bifilida en behoort tot de familie Uradiophoridae. Bifilida rara werd in 1964 ontdekt door Tuzet & Ormieres.